# 森清 (俳優)
森 清（もり きよし、1888年2月4日 - 1933年6月30日）は、日本の俳優である。森 きよしとクレジットされた作品もある。本名大塚 秀次郎（おおつか ひでじろう）。サイレント映画の時代、日活向島撮影所の女形役者として知られる。

## 人物・来歴
1888年（明治21年）2月4日、滋賀県栗太郡草津村（現在の同県草津市）に生まれる。
『日本映画俳優全集・男優編』（キネマ旬報社）および『芸能人物事典 明治大正昭和』（日外アソシエーツ）には、旧制・岩倉鉄道学校（現在の岩倉高等学校）を卒業した旨の記述があるが、『現代俳優名鑑 東京 映畫俳優篇』（揚幕社）によれば、旧制小学校を卒業後、旧制の「大津中学校」（滋賀県第二中学校、現在の滋賀県立膳所高等学校）を2年次に落第して中途退学し、1907年（明治40年）、数え年20歳のときに京都大丸呉服店（現在の大丸京都店）の店員、同年、大阪三越呉服店（のちの三越大阪店、2005年閉店）の店員になったとあり、岩倉鉄道学校については一切言及されていない。『日本映画年鑑 大正十三・四年』（アサヒグラフ編輯局）には最終学歴は「愛知中學半途退學」とされており、現在の滋賀県立愛知高等学校の前身は女学校でありかつ当時はまだ創立されておらず、名古屋の旧制・愛知中学校（現在の愛知高等学校）も当時はその名称ではなく、どの学校をさすのかは不明である。
1912年（大正元年）、原辰夫門下に入る。原辰夫、秋月桂太郎らの新派の劇団に参加、1913年（大正2年）には井上正夫の門下に入り、同年、東京の明治座の舞台に立つ。同じく伊井蓉峰にも師事した。『日本映画俳優全集・男優編』によれば1917年（大正6年）10月、『現代俳優名鑑』によれば1919年（大正8年）、日活向島撮影所に入社、女形の俳優として、サイレント映画に出演する。『日本映画年鑑 大正十三・四年』によれば、1918年（大正7年）10月27日に公開された『潮』（監督田中栄三）がデビュー作であるという。
それ以外のデータベース等の記録にみる最初の出演作は、1919年2月1日に公開された『復活』（監督田中栄三）における「ミツシイ」（ミッシー）役である。1922年（大正11年）10月29日に公開された衣笠貞之助・内田吐夢共同監督による『小西巡査』に出演しているが、これは、日活からスピンアウトした牧野省三が設立した牧野教育映画製作所の製作した映画である。1923年（大正12年）に発行された『現代俳優名鑑』によれば、森は、自らの「支配人」という欄に「日活常務牧野省三」と答えており、向島にいながらにして、牧野を信奉していた。同書には、「市外向島寺島村堤外二八〇七番」（当時の正しい住居表示は東京府南葛飾郡隅田町字堤外2807番地、現在の東京都墨田区堤通）に住み、身長は5尺3寸2分（約161.2センチメートル）、体重12貫840匁（約48.2キログラム）、適役は「可憐なる少女に扮する役柄」とある。常用煙草は「しきしま」、常用飲料は「ユニオンビール」（大日本麦酒）と「ウイスキイ」。同年、同撮影所は「女形」を廃止したため、男性役に転向、同年6月29日に公開された『俺の勝利さ』（監督鈴木謙作）で「愚かな牧童・萬公」を演じて主演した。同年9月1日に起きた関東大震災で同撮影所は壊滅、全機能を日活京都撮影所（日活大将軍撮影所、現存せず）に移し、現代劇を製作する第二部を創設した際に、森も異動している。
1927年（昭和2年）、牧野省三によるマキノプロダクション御室撮影所に移籍、現代劇から時代劇に転向した。満40歳となった1928年（昭和3年）3月14日に公開された、マキノ省三（牧野省三）による大作映画『忠魂義烈 実録忠臣蔵』に出演、菅谷半之亟政則を演じた以降の出演記録が見当たらない。森が信奉する牧野省三は翌1929年（昭和4年）7月25日に死去しており、以降の森の消息は不明とされていたが、実際は同作を最後に退社しており、その後『キネマ旬報』1933年（昭和8年）7月11日号にて、去る6月30日に滋賀県大津市の自宅で病死したと報じられている。満45歳没。

## フィルモグラフィ
クレジットはすべて「出演」である。公開日の右側には役名、および東京国立近代美術館フィルムセンター（NFC）、マツダ映画社所蔵等の上映用プリントの現存状況についても記す。同センター等に所蔵されていないものは、とくに1940年代以前の作品についてはほぼ現存しないフィルムである。資料によってタイトルの異なるものは併記した。

### 日活向島撮影所
すべて製作は「日活向島撮影所」、配給は「日活」、すべてサイレント映画である。
- 『潮』 : 監督田中栄三、1918年10月27日公開[4]
- 『復活』 : 監督田中栄三、1919年2月1日公開 - ミツシイ、「森きよし」名義
- 『黒髪』 : 監督田中栄三、1920年2月29日公開 - 芸者・たんぼ
- 『噫川島巡査の死』 : 監督坂田重則、1921年4月1日公開 - 謙吉の妻・はま
- 『血すぢの縁』 : 監督不明、1922年10月8日公開 - 妹・お妙、「森きよし」名義[8]
- 『噫小西巡査』（『小西巡査』[7][8]） : 監督衣笠貞之助・内田吐夢、製作牧野教育映画製作所、配給日活、1922年10月29日公開 - 「森きよし」名義
- 『京屋襟店』 : 監督田中栄三、1922年12月30日公開 - 新橋の芸者ゆめ子
- 『愛に甦る日』 : 監督溝口健二、1923年2月4日公開 - 姉娘・民枝、「森きよし」名義
- 『不知火』 : 監督・主演衣笠貞之助、製作牧野教育映画製作所、配給日活、1923年4月1日公開
- 『情炎の巷』 : 監督溝口健二、1923年4月20日公開 - 岡村の妻・澄子、「森きよし」名義
- 『夜明け前』 : 監督大洞元吾、1923年5月10日公開 - 「森きよし」名義
- 『兄弟』 : 監督若山治、1923年6月8日公開 - お蝶
- 『俺の勝利さ』 : 監督鈴木謙作、1923年6月29日公開 - 愚かな牧童・萬公（主演）
- 『燈籠情話』 : 監督鈴木謙作、1923年8月1日公開 - お国
- 『嵐する前』 : 監督細山喜代松、1923年11月23日公開 - 運送店員

### 日活京都撮影所第二部
すべて製作は「日活京都撮影所第二部」、配給は「日活」、すべてサイレント映画である。
- 『弱き者男よ』 : 監督鈴木謙作、1925年2月18日公開 - 甥
- 『学窓を出でて』 : 監督溝口健二、1925年4月3日公開 - 丈助の息子・憲一
- 『赫い夕陽に照されて』 : 監督溝口健二・三枝源次郎、1925年7月12日公開[2]

### 日活大将軍撮影所
すべて製作は「日活大将軍撮影所」、配給は「日活」、すべてサイレント映画である。
- 『闇の中の顔 後篇』 : 監督三枝源次郎、1925年9月23日公開 - 大西家下男
- 『娘の行商』 : 監督楠山律、1925年9月25日公開 - 柳之助
- 『美人征服』 : 監督三枝源次郎、1925年10月15日公開 - 会社員 西岡
- 『人間 前後篇』 : 監督溝口健二、1925年12月1日公開 - 金千寿
- 『女房可愛や』 : 監督阿部豊、1926年2月14日公開 - 烏賊の甲羅の男
- 『かぼちゃ騒動記』 : 監督田坂具隆、1926年3月11日公開
- 『実録忠臣蔵 天の巻 地の巻 人の巻』 : 監督池田富保、1926年4月1日公開 - そばやの伜、『忠臣藏 人の巻 地の巻』の題で20分尺が現存（NFC所蔵[12]）
- 『増補改訂忠臣蔵 天の巻 地の巻 人の巻』 : 監督池田富保、1927年9月1日公開 - そばやの伜、同上[12]

### マキノプロダクション御室撮影所
すべて製作は「マキノプロダクション御室撮影所」、配給は「マキノ・プロダクション」、すべてサイレント映画である。
- 『鈴蘭の唄』 : 監督鈴木謙作、1927年1月5日公開
- 『影』 : 監督曾根純三、1927年2月25日公開 - 泥棒、「森きよし」名義
- 『万花地獄 第四篇』 : 監督中島宝三、1927年9月23日公開 - 下剃
- 『旅の者心中』 : 監督中島宝三、1927年10月21日公開 - すりぬけの八公
- 『百万両秘聞 最終篇』 : 監督マキノ省三、1927年12月1日公開 - その父、126分尺の総集篇が現存（マツダ映画社蔵[11]） / 57分尺の第一篇・67分尺の第二篇のみ現存（日本名作劇場DVD）
- 『八笑人』 : 監督マキノ正博、1927年12月31日公開 - 安波太郎
- 『武士道華やかりしき頃 仇討篇』 : 監督中島宝三、1928年1月24日公開
- 『忠魂義烈 実録忠臣蔵』 : 監督マキノ省三、1928年3月14日公開 - 菅谷半之亟政則、78分尺で現存（NFC所蔵[9]） / 65分尺で現存（マツダ映画社蔵[11]） / 17分尺で現存（日本名作劇場DVD）